# Ross Hockenhull
Ross Hockenhull (ur. 29 września 1961 roku w Buxton) – brytyjski kierowca wyścigowy.

## Kariera
Hockenhull rozpoczął karierę w międzynarodowych wyścigach samochodowych w 1985 roku od startów w klasie narodowej Brytyjskiej Formuły 3, Europejskiej Formule Ford 2000 oraz BBC Grandstand FF2000 Championship. Jedynie w Formule Renault, gdzie trzykrotnie stawał na podium, a raz na jego najwyższym stopniu, zdobywał punkty. Z dorobkiem 23 punktów uplasował się na ósmej pozycji w klasyfikacji generalnej. W późniejszych latach pojawiał się także w stawce Formuły 3 Scotland Superprix, Grand Prix Makau, Brytyjskiej Formuły 3000, Formuły 3000 oraz Zerex Saab Pro Series.
W Formule 3000 Brytyjczyk wystartował w trzech wyścigach sezonu 1989 z brytyjską ekipą CoBRa Motorsports. Nigdy jednak nie zdobywał punktów. Został sklasyfikowany na 25 miejscu w końcowej klasyfikacji kierowców.